# Notropis melanostomus
Notropis melanostomus är en fiskart som beskrevs av Bortone, 1989. Notropis melanostomus ingår i släktet Notropis och familjen karpfiskar. IUCN kategoriserar arten globalt som sårbar. Inga underarter finns listade i Catalogue of Life.